# Vodotoranj Vidikovac u Puli
Vodotoranj na Vidikovcu je precrpna stanica na istoimenom pulskom brežuljku izgrađena 1967. godine. Stanicom se opskrbljuju viša područja Pule, a ima osam crpki koje pumpaju u prosjeku 300 litara vode u sekundi.
Iz tog se objekta putem Vodotornja opskrbljuju bolnica, Veruda, Verudela, Stoja, Pješčana Uvala, Premantura, Banjole i Medulin. Voda se prikuplja u tri rezervoara i preko zajedničkog cjevovoda dovodi u vodospremu u objektu pa preko crpne stanice u vodovodni sustav. Snabdijevanje se u slučaju prekida električne energije obavlja iz Vodotornja. Stanicom se opskrbljuju viša područja Pule, a ima osam crpki koje pumpaju po 30 litara vode u sekundi i dvije s po 60 litara u sekundi, a pumpa se u prosjeku 300 litara u sekundi.